# Gozdna rovka
Gozdna rovka (znanstveno ime Sorex araneus) je vrsta rovke, ki je razširjena tudi v Sloveniji.

## Opis in biologija
Kožuh na hrbtu je rjavo črne barve, boki so rdečkato rjavi, trebuh pa je rumenkast do srebeno siv. Gobček je podaljšan v šilast rilček. Konice zob so rdeče rjave. Dolžina trupa pri odraslih živalih znaša med 6 in 8,5 cm, dolžina repa 3 do 5 cm, telesna masa pa znaša med 6 in 12g.
Aktivna je podnevi in ponoči, tudi pozimi in je neprestano na lovu, pri čemer med ciklusi hranjenja kratek čas počiva. Hrani se z žuželkami, pajkovci, deževniki, polži, malimi sesalci, pa tudi z mrhovino. Gozdna rovka mora zaradi hitre presnove na dan zaužiti veliko hrane, tako da v povprečju zaužijejo med 200 in 300 % lastne teže
Gozdne rovke so se prilagodile zimskim razmeram tako, da se njihova lobanja zmanjša za skoraj 20 %, njihovi možgani pa kar za 30 %. Zmanjšajo se tudi drugi notranji organi, skrajša pa se tudi hrbtenica. Skupna telesna masa se posledično zmanjša za okoli 18%. Spomladi začnejo gozdne rovke ponovno rasti in kmalu dosežejo prejšnjo velikost. Znanstveniki predvidevajo da nizke temperature povzročijo v telesu reakcijo, pri čemer začnejo tkova in kosti razpadati in se vsrkavati v telo. Z višanjem temperature v okolju se sproži proces ponovne rasti. S tako prilagoditvijo so si gozdne rovke povečale možnost preživetja v zimskem času, saj manjše telo potrebuje manj hranil.
Parjenje pri gozdni rovki poteka od aprila do novembra, brejost pri samicah pa traja od 19 do 21 dni. Samica koti 2-4 krat na leto po 5-9 golih in slepih mladičev, ki sesajo tri tedne, nato pa se osamosvojijo. V naravi živijo okoli 14 mesecev.

## Razširjenost
Evropa do centralne Azije. V Sloveniji živi na nadmorskih višinah od 145 do 1900 m . Naseljuje vlažna in močvirna območja, gozdove in parke.